# شركة الاتصالات الإيرانية
شركة الاتصالات الإيرانية، (بالفارسية: شرکت مخابرات ایران) هي المشغل الحالي للخطوط الثابتة في إيران التي تقدم خدمات في مجال الاتصالات الهاتفية الثابتة وخدمات الاشتراك الرقمي (DSL) وخدمات البيانات للعملاء من رجال الأعمال المقيمين والتجاريين في جميع أنحاء البلاد، في جميع أنحاء البلاد. تأسست في عام 1971 مع هيكل تنظيمي جديد باعتبارها الإدارة المسؤولة الرئيسية عن شؤون الاتصالات بأكملها.

## روابط خارجية
- الموقع الرسمي (الصفحات الإنجليزية)
- تكنولوجيا المعلومات في إيران
- نظام مراقبة اتصالات إيران
- مركز أبحاث إيران للاتصالات نسخة محفوظة 30 يوليو 2007 على موقع واي باك مشين.